# 吉岡文平
吉岡 文平（よしおか　ぶんぺい、1968年 - ）は京都府出身の映画プロデューサー。スピリチュアル・ムービーズ代表。
松阪高校在学時より井土紀州と知り合う。法政大学進学後、8mmによる自主映画制作を開始。1992年、井土紀州と共同監督・主演で『第一アパート』を製作、東京学生映画祭で上映され、崔洋一・青山真治などに絶賛される。
『百年の絶唱』（井土紀州監督、1998年）においては、製作・上映、全ての工程をプロデュースする側にまわり、同作を異例のロングランヒットに導く。『百年の絶唱』製作時よりスピリチュアル・ムービーズを形成し、2005年には『LEFT ALONE』、2007年には『ラザロ-LAZARUSー』を打ち出す。井土紀州に「一種の超人」と称される、全工程をこなすプロデューサー。
スピリチュアル・ムービーズ作品においては、製作・編集・上映宣伝までを手がけている。

## 主な製作担当作品
- 第一アパート（1992年、共同監督・井土紀州監督）
- 百年の絶唱（1998年、井土紀州監督）
- ヴェンダースの友人（2000年、井土紀州監督）
- 路地へ　中上健次の残したフィルム（2000年、青山真治監督）
- LEFT ALONE（2005年、井土紀州監督）
- ラザロ-LAZARUS-（2007年、井土紀州監督）